# Mi querida oni
Mi querida oni (好きでも嫌いなあまのじゃく Suki demo Kirai na Amanojaku?) es una película de anime y fantasía de 2024 producida por Studio Colorido y Twin Engine. Dirigida por Tomotaka Shibayama, la película se estrenó simultáneamente en los cines japoneses y en Netflix a nivel mundial el 24 de mayo de 2024.

## Trama
Yatsuse Hiiragi, un estudiante de primer año de instituto que no puede rechazar peticiones y busca aceptación, lucha con su vida social y carece de amigos íntimos. Un insólito día de verano, cuando nieva, conoce a Tsumugi, una chica Oni (demonio) que busca a su madre en el mundo humano. Tsumugi, a diferencia de Hiiragi, no se preocupa por las opiniones de los demás y lo lleva consigo en su viaje.
La madre de Tsumugi había desaparecido cuando ella era muy joven. Su madre le dio un amuleto de buena suerte de un templo remoto; su última ubicación conocida también fue confirmada por el padre de Tsumugi. Los niños comienzan su viaje en la casa de Hiiragi, donde sus emociones reprimidas hacen que caiga nieve y atraiga a los "dioses de la nieve". Se escapan y hacen autostop con una joven pareja que vende ropa usada en ferias callejeras. Después de ayudar a la pareja -en realidad hermano y hermana- a comunicarse mejor sobre sus sentimientos, les dan ropa para su viaje.
Siguiendo a pie, las emociones de Hiiragi -que se materializan como lechosas burbujas «Mini-Oni»- atraen de nuevo a los dioses de la nieve. Escapan, pero Tsumugi resulta herida y Hiiragi la lleva a una posada, donde ella se recupera mientras él la ayuda con diversas tareas. El personal de la posada se encariña con ellos, pero pronto se marchan.
En un pueblo cercano, Tsumugi investiga un viejo biombo pintado que representa un conflicto entre los dioses de la nieve y Oni, y conoce a un anciano que regenta una tetería llena de recuerdos de viajes. Su hija y su nieto le dan un propósito tras el fallecimiento de su esposa.
Llegan al templo y se encuentran con el padre de Tsumugi, quien les revela que la historia de la madre de Tsumugi era falsa, pero que no podía contarle a Tsumugi la verdadera historia. Frustrada, Tsumugi discute con Hiiragi y se separan. Hiiragi se convierte en un Oni debido a sus emociones reprimidas, para ser de repente arrastrado por un dios de las nieves y llevado a la aldea Oni, justo cuando su propio padre le alcanza pero observa impotente.
Hiiragi, dentro del dios de la nieve, sueña con Tsumugi, haciendo que el dios de la nieve se desintegre y lo libere. Los Oni le dan la bienvenida. Mientras tanto, Tsumugi y su padre llegan a la aldea Oni a través de un túnel secreto. A pesar de tener problemas por marcharse, Tsumugi encuentra a Hiiragi en la sala del trono del jefe de la aldea. Se reconcilian, pero Tsumugi encierra a Hiiragi en una despensa, insistiendo en que debe completar el tramo final del viaje sola.
Al darse cuenta de que su madre está en la mágica Isla Oni, controlando a los dioses de la nieve con una máscara mágica, Tsumugi decide enfrentarse a ella. Su padre libera a Hiiragi, que confiesa su afecto por Tsumugi. Corre por la nieve hasta la isla, enfrentándose a los dioses de la nieve por el camino.
En la Isla Oni, Tsumugi toca la máscara y se encuentra con su madre en un espacio mágico. La máscara se rompe, permitiendo que su madre regrese, pero liberando potencialmente a los dioses de la nieve y exponiendo a la aldea Oni. Tsumugi e Hiiragi consiguen controlar las consecuencias, derrotan a los dioses de la nieve y una Hiiragi más firme vuelve a ser humana. Los aldeanos comienzan a adaptarse a la nueva realidad de una aldea Oni potencialmente visible, pero con un clima mucho mejor. Tsumugi, su padre y su madre por fin vuelven a estar juntos, e Hiiragi viaja de vuelta a casa.

## Reparto de voces
| Personaje         | Voces en japonés | Voces en inglés        |
| ----------------- | ---------------- | ---------------------- |
| Hiiragi Yatsuse   | Kensho Ono       | Michael Johnston       |
| Tsumugi           | Miyu Tomita      | Victoria T. Washington |
| Ryūji Takahashi   | Shintarō Asanuma | David Errigo Jr.       |
| Mio Takahashi     | Aya Yamane       | Jeannie Tirado         |
| Shimako Yamashita | Tomoko Shiota    | Cindy Robinson         |
| Naoya Yamashita   | Shirō Saitō      | Steve Kramer           |
| Mikio Yatsuse     | Miou Tanaka      | Kiff VandenHeuvel      |
| Mikuri Yatsuse    | Satsuki Yukino   | Kirsten Day            |
| Yōichi Tanimoto   | Shōzō Sasaki     | Richard Tatum          |
| Shion             | Noriko Hidaka    | Anne Yatco             |
| Izuru             | Satoshi Mikami   | YongYea                |
| Gozen             | Hisako Kyōda     | Nancy Linari           |
| Kaede Yatsuse     | Mitsuho Kambe    | Kitana Turnbull        |

## Producción
La película fue anunciada por primera vez en abril de 2022 con el codirector de Amor de gata, Tomotaka Shibayama, como director, aunque aún no se había desvelado el título. Forma parte de un acuerdo de exclusividad de tres películas entre Colorido y Netflix que comenzó con Hogar a la deriva, de Hiroyasu Ishida, estrenada en septiembre de 2022.
En marzo de 2024, se reveló el título de la película y su casting de actores de voz incluyendo a Kensho Ono y Miyu Tomita en los roles principales. Siendo Yuko Kakihara  la guionista de la película, Masafumi Yokota  a cargo de los diseños de personajes y Mina Kubota componiendo la banda sonora. Las canciones de la película son "Uso Janai" y "Blues in the Closet", ambas interpretadas por Zutomayo.

## Recepción
En la web de crítica Rotten Tomatoes, la película tiene un índice de aprobación del 63% basado en 8 críticas, con una nota media de 5,9/10.